# 呼玛鸟
呼玛（波斯語：هما，羅馬化：Homā），也被称为霍马，是伊朗传说和寓言中的一种神鸟。  呼玛鸟是苏菲派和迪万派诗歌中的常见主题。尽管有关这种生物的传说有很多，但它们的共同点是，呼玛鸟永远不会落地，它的一生都在无形的高空中飞行。
对这个名字有多种民间解释，其中包括苏菲派教师伊纳亚特汗 (Inayat Khan)的解释，他认为“在Huma一词中， hu代表精神，而mah一词源自阿拉伯语：māʾ意思是水。” 

## 神话传说

乌兹别克斯坦国徽中的呼玛鸟

据说呼玛鸟永远不会休息，它的一生都在无形的高空中飞行，永远不会降落在地面上（在一些传说中，呼玛鸟被认为是没有腿的）。

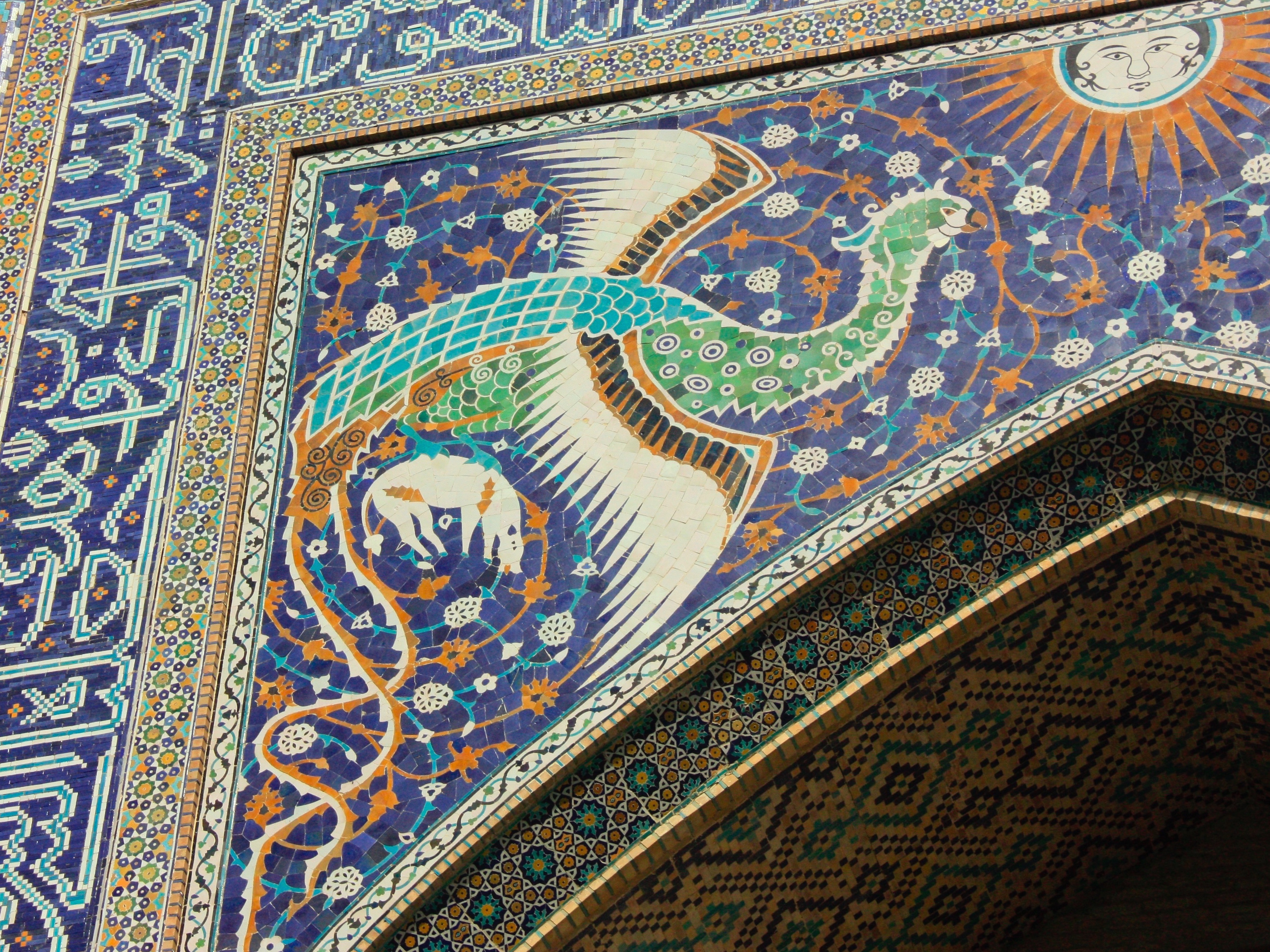
乌兹别克斯坦布哈拉Nadir Divan-Begi Madrasa门户上的神话 Huma 鸟马赛克

在有关呼玛鸟的神话的几个版本中，都提到这种鸟是一种类似不死鸟的神鸟，每隔几百年就会浴火重生。据说呼玛鸟一身兼具雄性和雌性（让人想到中国神话的凤凰），每种性别都有一只翅膀和一条腿。呼玛鸟被认为是富有同情心的，并且是一种象征着财富与幸福的神鸟。人们认为，如果呼玛鸟的影子落在一个人的身上，或者呼玛鸟触碰到了一个人，那这个人便会得到祝福。
在苏菲派的传统中，人是不可能捕捉到呼玛鸟的，但瞥见它甚至它的影子会让人得到幸福。人们还相信，杀死呼玛鸟的人将在四十天内死亡。
在奥斯曼诗歌中，这种生物通常被称为“天堂之鸟”， 在欧洲早期对这种生物的描述中，人们认为这种神鸟没有翅膀或腿，它的一生都在高空中。
波斯诗人内沙布尔的阿塔尔的寓言杰作《百鸟朝凤》，是波斯文学中苏菲派作品的杰出代表，在这则寓言中，呼玛鸟被描绘成一个拒绝踏上旅程的学生，它认为这样的行为会损害授予给它飞过的那些人王权的特权。它飞过的那些人。在伊朗文学中，呼玛鸟具有的这种赋予王权的功能与前伊斯兰君主相同，并与乌鸦相对，而乌鸦是阿拉伯人的隐喻。这个传说也出现在非苏菲派艺术中。
类似呼玛鸟能够授予王权这样的描述，在莫卧儿时代的印度故事中再次出现。人们认为，呼玛鸟的影子（或降落）在一个人的头上或肩膀上据说可以授予或预示王权。因此，装饰国王头巾的羽毛据说就是呼玛鸟的羽毛。 
苏菲派导师伊纳亚特·汗(Inayat Khan)赋予了这种封王传说一个精神层面的维度：“这种传说的其真正含义是，当一个人的思想不断发展，打破了所有限制时，他就成为了国王。而由于语言的限制，它只能将至高者形容为国王之类的东西。” 
呼玛鸟在土耳其民间文学中象征着高不可攀的崇高地位。在信德文学中也提及到了这种生物，就像在迪万派诗歌中一样，人们认为这种生物可以带来巨大的财富。在戈宾德·辛格大师的《Zarfarnama》中，一封写给莫卧儿皇帝奥朗则布的信中将呼玛鸟称为“强大而吉祥的鸟”。

## 遗产

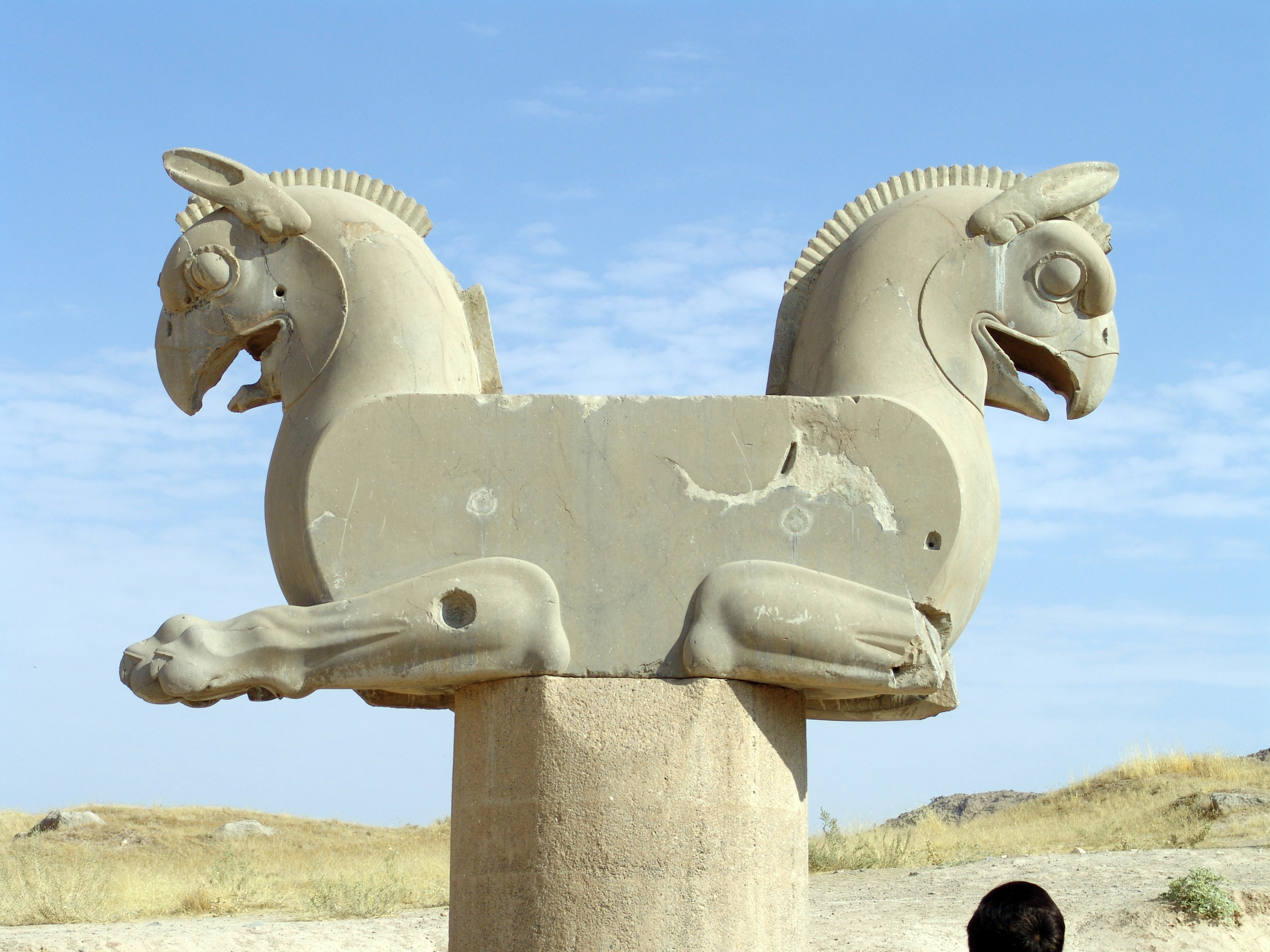
在距今2500年的伊朗波斯波利斯遗址中发现的狮鹫形状的柱头，人们普遍认为这种鸟就是呼玛鸟

- 大英博物馆的游览目录在一张波斯波利斯发现的狮鹫状柱头的照片上写着“狮鹫形状的柱头（当地人称为‘呼玛鸟’）”。[11]
- “伊朗国家航空公司”的波斯语缩写是HOMA ，该航空公司的标志就是一只抽象化的呼玛鸟。
- 乌兹别克斯坦国徽中央的是呼玛鸟。
- 赫尔曼·梅尔维尔在他的小说《白鲸记》中简单提到了这只鸟。在“尾巴”一章的开头，他将其称作“永不降落的鸟”。
- 它是俄国作家伊万·布宁的短篇小说集《鸟影》的起名来源。
- 导演王家卫的电影《阿飞正传》和田纳西·威廉姆斯的戏剧《奥菲斯的降临》也提到了它。[來源請求]
- [需要引用]系列小说《龙枪》以呼玛鸟的名字命名了克莱恩最伟大的英雄呼玛·龙祸。
- 美国宇航员埃莉诺·F·赫林 ( Eleanor F. Helin)发现的小行星3988以呼玛鸟命名。小行星的名称是由SGAC发起的命名小行星的活动建议的。[12]

## 命名来源

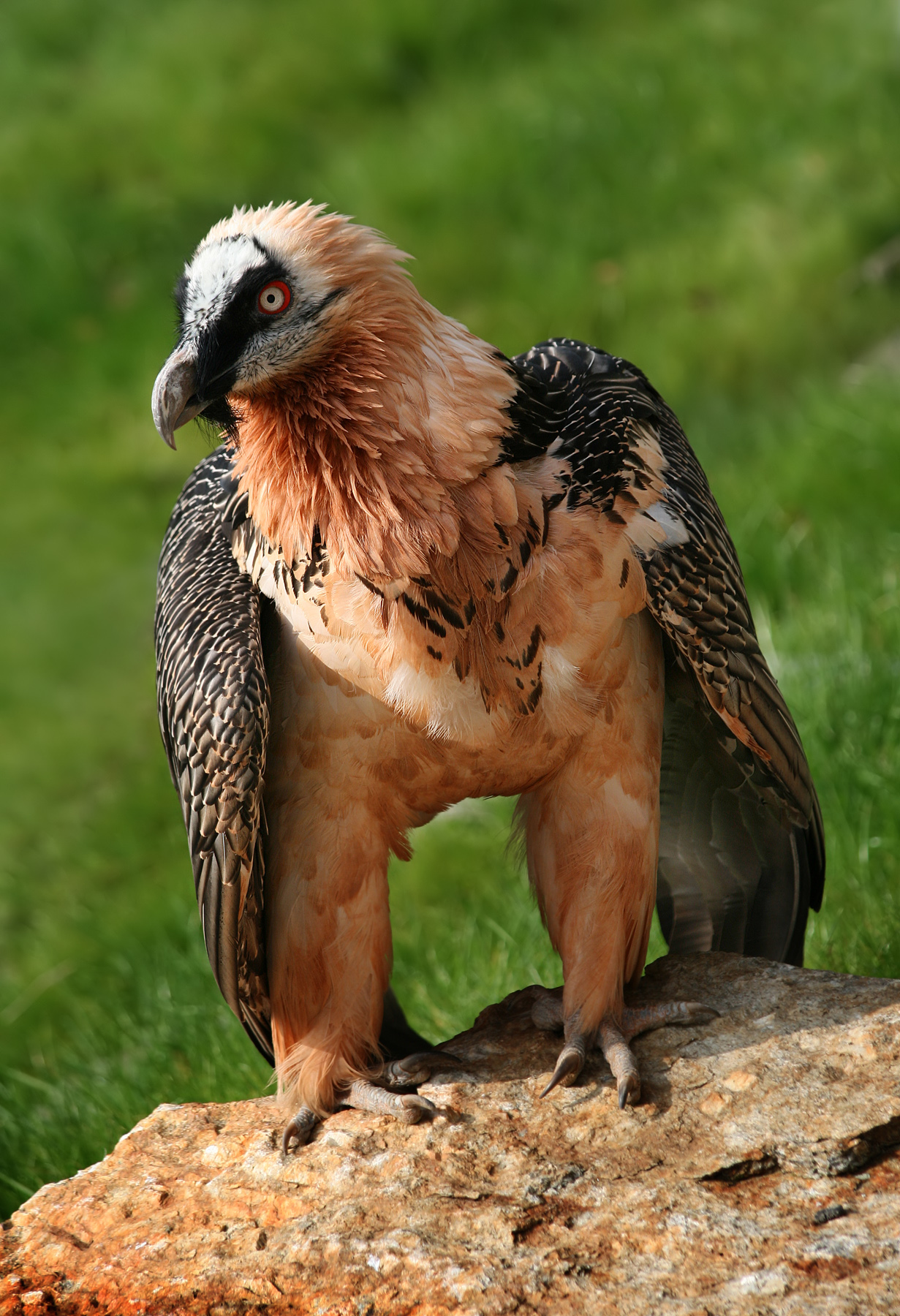
胡兀鹫是一种非常大的猛禽。它在形态上与胡玛鸟的描绘相似。

尽管呼玛鸟是一种神话生物，但它被认为是现存的胡兀鹫的祖先。因此，该物种与神话有着神圣的联系，它们也因此受到许多人的尊敬。
一般来说，伊朗和琐罗亚斯德教的传统认为秃鹫是有益的生物，因为它们能够有效、干净地清楚尸体和腐肉，从而防止土壤和水的污染。

## 相关阅读
- Fleet, Kate; Krämer, Gudrun; Matringe, Denis; Nawas, John; Rowson, Everett (编). . . Brill Online. ISSN 1873-9830.